# Iglesia Kretzulescu

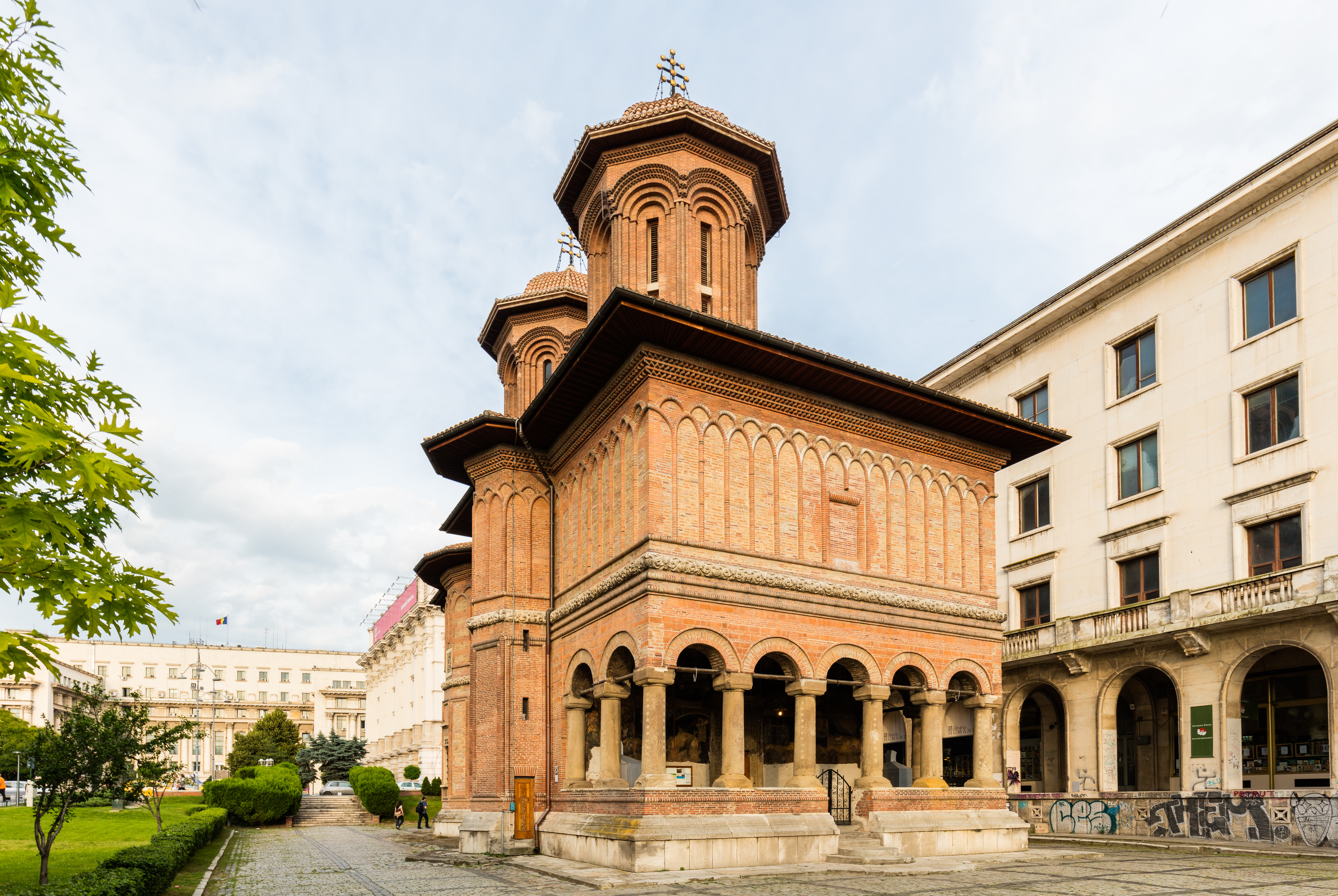
Iglesia Kretzulescu.

La iglesia Kretzulescu (en rumano: Biserica Kretzulescu:  o Crețulescu) es una iglesia ortodoxa oriental situada en el centro de Bucarest central, Rumanía. Construido en estilo Brâncovenesc,  está localizado en el nr. 45 de Calea Victoriei, en una de las esquinas de la Plaza de la Revolución, junto al antiguo Palacio Real. 
La iglesia la encargó entre 1720–1722 el boyar Iordache Crețulescu y su mujer Safta, hija del príncipe Constantin Brâncoveanu.  Originalmente, el exterior estuvo pintado, pero desde el trabajo de restauración realizado entre 1935–1936 (bajo la supervisión de arquitecto Ștefan Balș), la fachada es de ladrillo. Los frescos del porche son originales, mientras que los frescos del interior fueron realizados por Gheorghe Tattarescu entre 1859–1860.
La iglesia, dañada durante el terremoto de noviembre de 1940, se reparó entre 1942–1943. En los comienzos del régimen comunista, se planeó la demolición de la iglesia Kretzulescu, pero se salvó gracias a los esfuerzos de arquitectos como Henriette Delavrancea-Gibory. También se realizaron trabajos de renovación tras el terremoto de Bucarest de 1977 y la Revolución de 1989.  Junto a la iglesia hay un busto conmemorativo de Corneliu Coposu.

## Galería

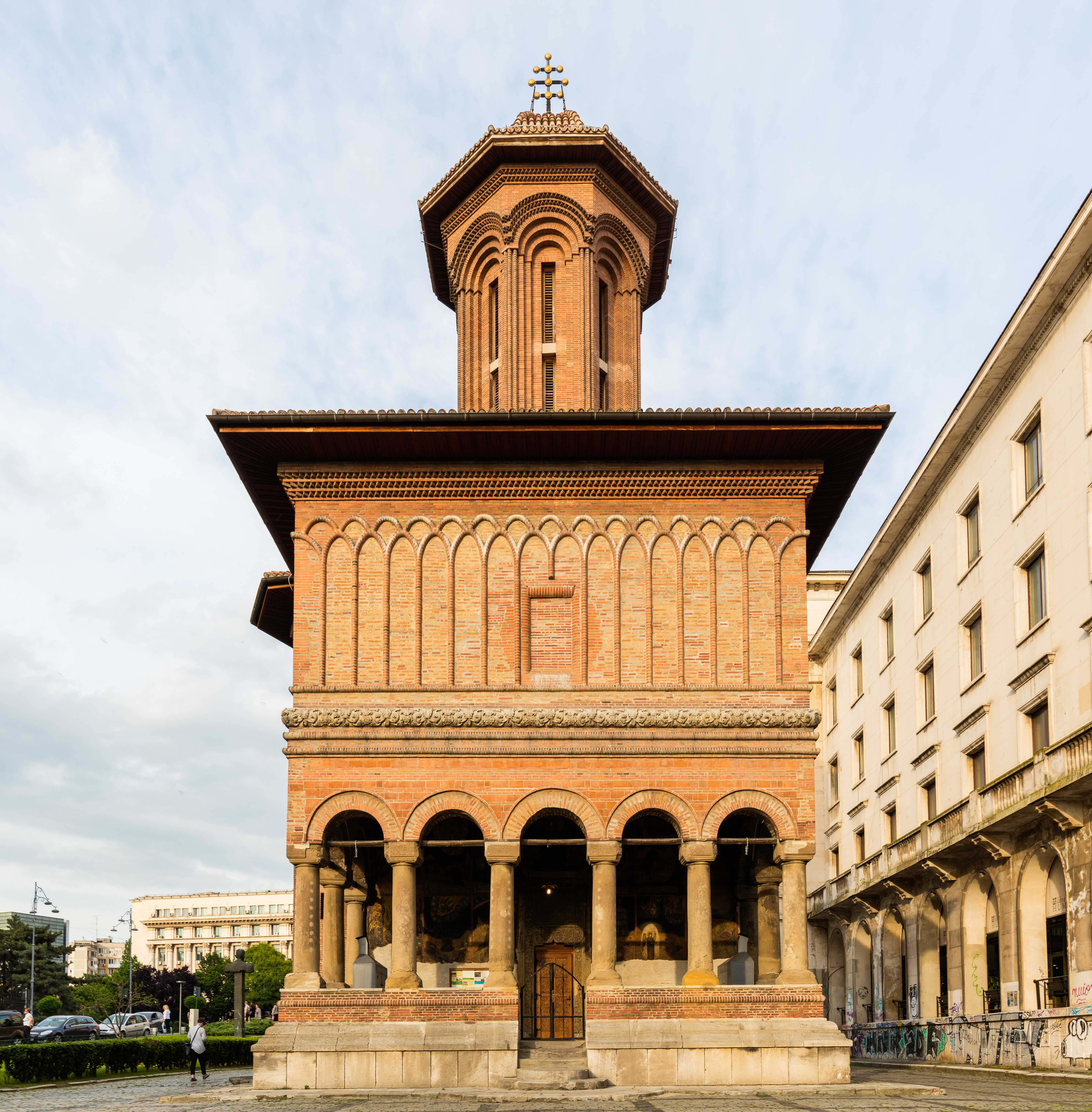
Vista frontal.
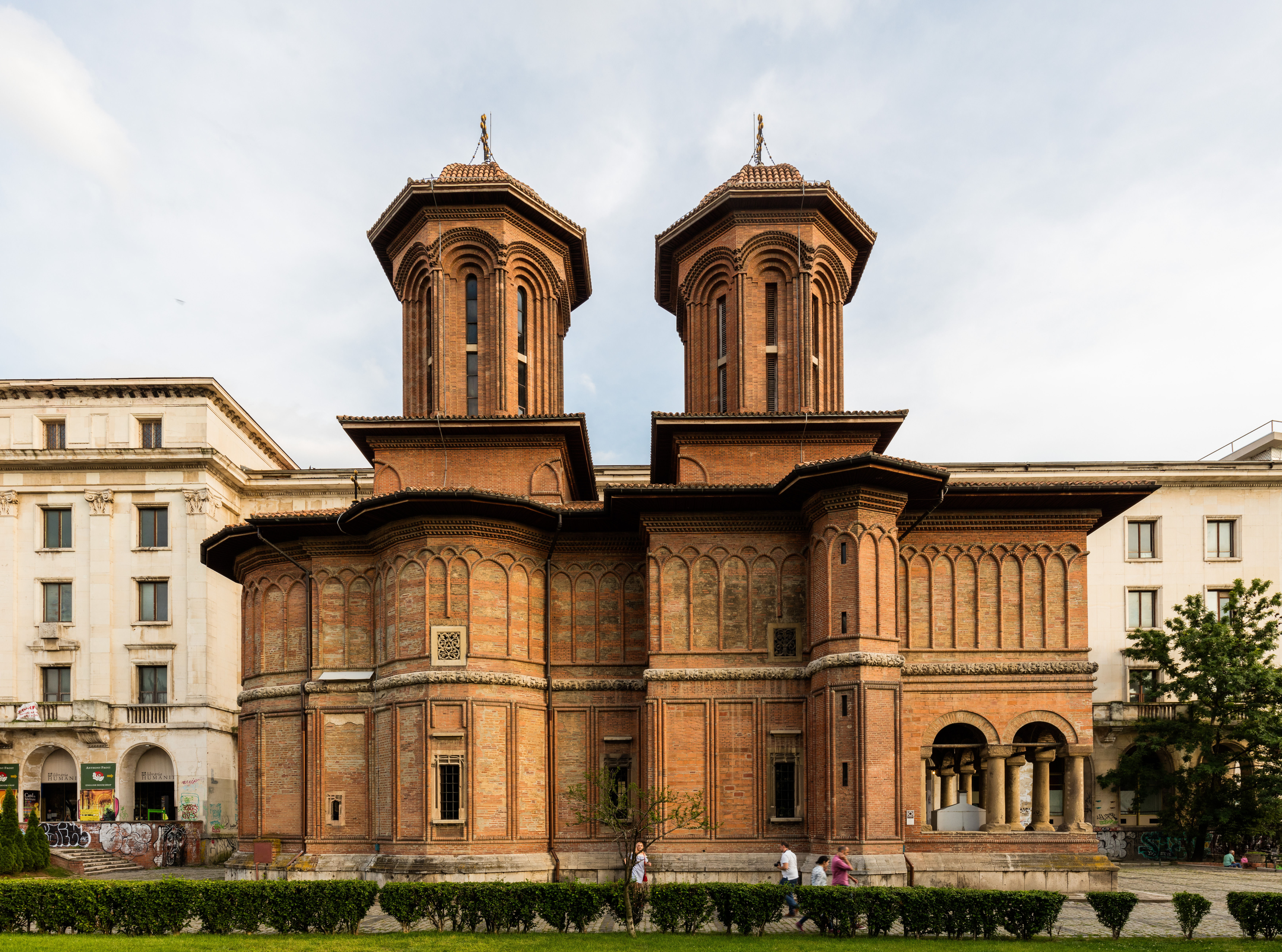
Vista lateral.
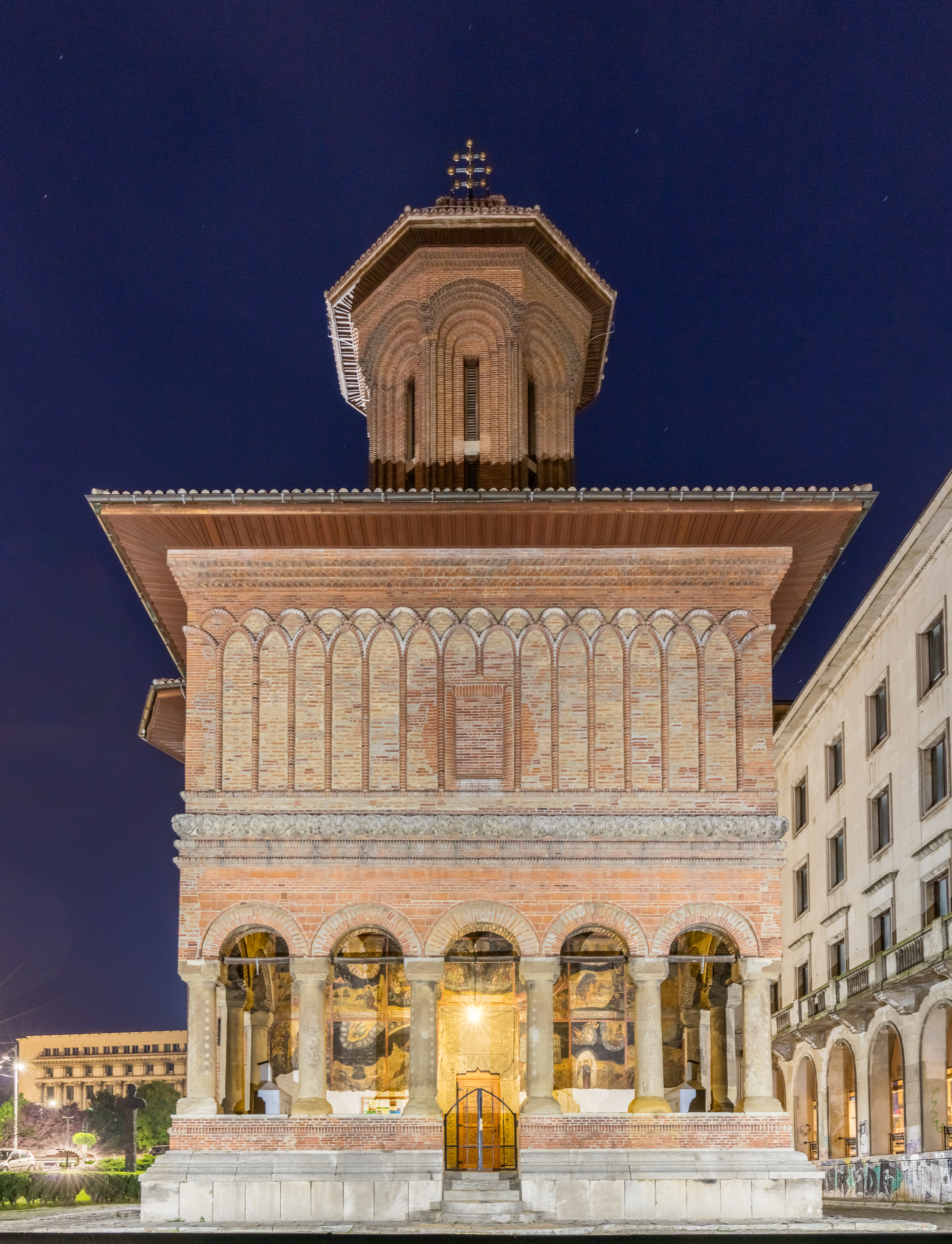
Vista nocturna.
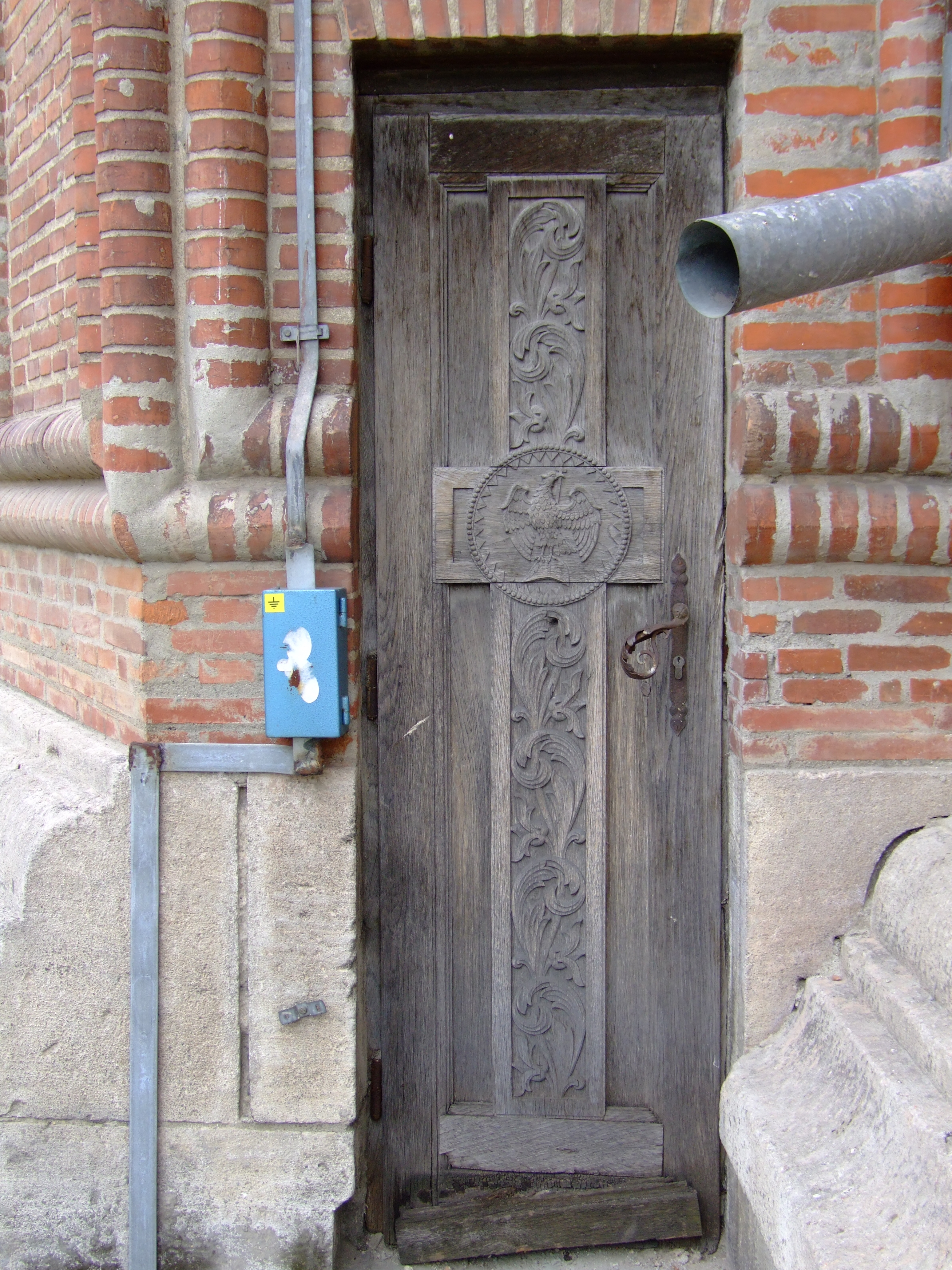
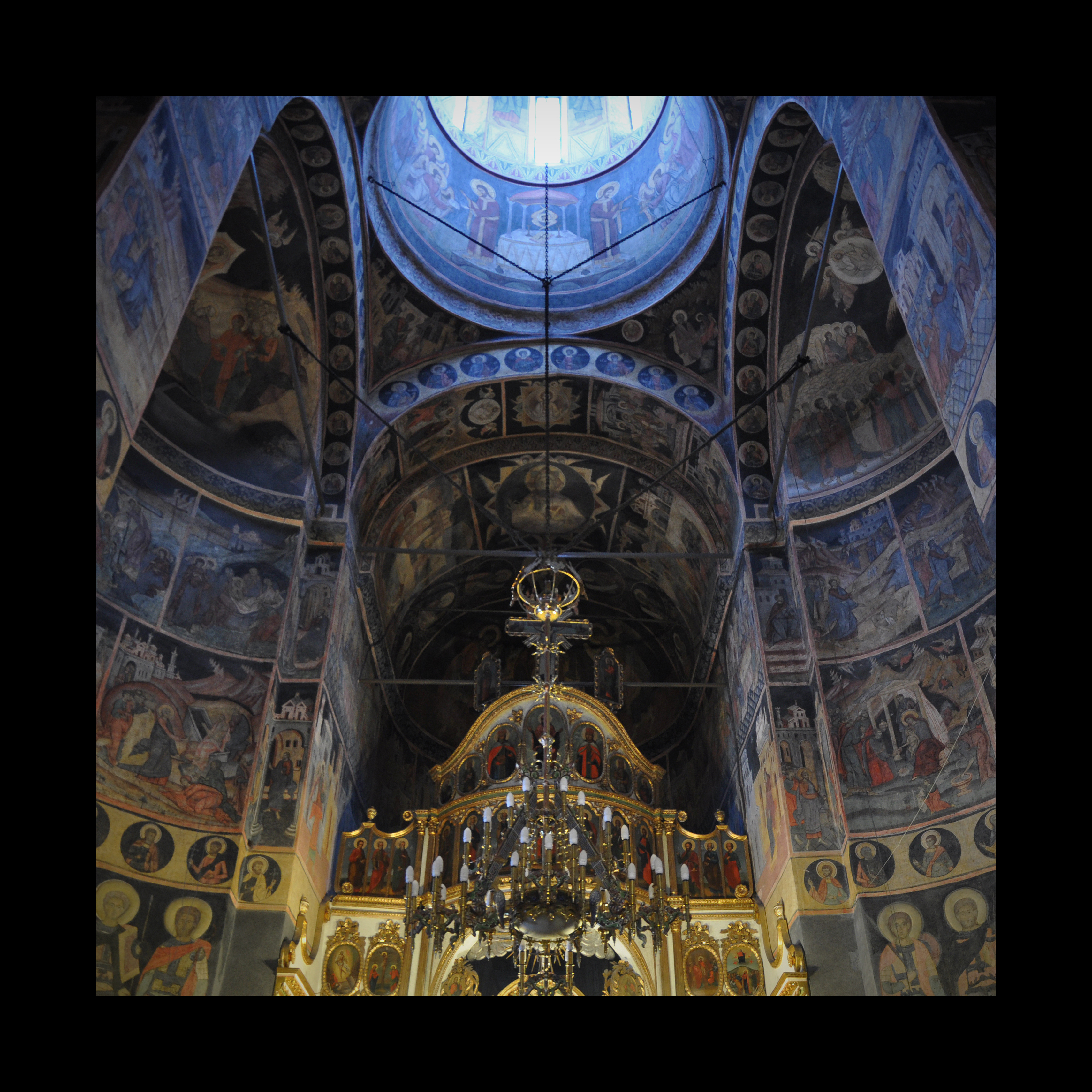